# Žena za pultem
Žena za pultem je československý normalizační televizní seriál z dob reálného socialismu. Natočil jej roku 1977 režisér Jaroslav Dudek. Scénář psal Jaroslav Dietl.
Jedná se o příběh o životě a starostech obyčejné prodavačky Anny Holubové a jejích kolegyň z prodejny potravin. V době, kdy byl uveden, byl, jako všechny Dietlovy seriály, velmi oblíbený. Děj seriálu vyzdvihuje lidskost, přátelství, vztahy mezi lidmi a socialistickou uvědomělost. Seriál propagoval reálný socialismus. Objevovaly se v něm však scény s plnými pulty potravin a ochotnými prodavačkami, což neodpovídalo tehdejší realitě. V době vzniku byl také seriál kritizován pro neuspořádaný osobní život hlavní hrdinky.

## Epizody
1. Anna nastupuje
2. Příběh zeleninové Jiřinky
3. Příběh šéfova zástupce
4. Příběh řeznice Lady a skladníka Oskara
5. Příběh starého Dominika
6. Vítězství prodavačky Kaláškové
7. Příběh učednice Zuzany
8. Příběh dvou pokladních
9. Příběh důchodkyně Kubánkové
10. Příběh šéfova syna
11. Svatba lahůdkové Olinky
12. Vánoce Anny Holubové

## Hrají
- Jiřina Švorcová – Anna Holubová
- Petr Haničinec – Karel Brož
- Josef Langmiler – Jiří Holub, exmanžel Anny
- Dana Medřická – Papeřová, Annina matka
- Jana Boušková – Michala Holubová, dcera Anny
- Jan Potměšil – Petr Holub, syn Anny
- Vladimír Menšík – vedoucí prodejny Václav Karas
- Hana Maciuchová – kolegyně Anny z lahůdek Olina Škarapesová (později Radencová)
- Zdeněk Řehoř – zástupce vedoucího Vilímek
- Vladimír Hlavatý – skladník Frantíšek Dominik
- Jaromír Hanzlík – skladník Oskar Hemerlík
- Lenka Termerová – Jiřinka Romanová ze zeleniny
- Marie Motlová – babi Kubánková z výkupu lahví
- Daniela Kolářová – pokladní Soňa
- Božena Böhmová – pokladní Mlynářová
- Karolina Slunéčková – prodavačka Zdena Kalášková
- Simona Stašová – učednice Zuzana
- Kateřina Burianová – řeznice Lada Cyrilková
- Blažena Holišová – prodavačka ze zeleniny
- Slávka Budínová – manželka Vilímka
- Soběslav Sejk – Karasův kamarád Josef
- Josef Bláha – Vavřinec, průvodce JLV, soused Holubové
- Růžena Merunková – Kateřina Vavřincová, sousedka Holubové
- Josef Somr – Jeník Kalášek
- Alois Švehlík – taxikář David, snoubenec Soni
- Bedřich Prokoš – otec Karla Brože
- Bohuš Záhorský – podlahář Matějíček, později manžel babi Kubánkové
- Věra Kubánková – Julie, manželka Karase
- Petr Svojtka – Vašek, syn Karase
- Jiřina Petrovická – Alena, švagrová Holubové
- Josef Vinklář – Ing. Zina, zeť Dominika
- Alena Vránová – Zinová, dcera Dominika
- Jiří Hrzán – Frany Král, bývalý přítel Oliny
- Eduard Cupák – Jaromir Radenc, manžel Oliny
- Jiří Mikota
- Lída Roubíková
- Jiří Lábus – mládenec
- Otakar Brousek mladší – učedník Mirek
- Darja Hajská
- Ladislav Frej – závozník Radek
- Ema Skálová – zákazník
- Jaroslava Brousková – Petra, přítelkyně a spolustudentka Vaška
- Eva Klepáčová
- Stella Zázvorková – Cyrilková, matka Lady
- Vladimír Dvořák
- Věra Budilová
- Jindřich Hinke
- Jana Břežková – Barbora, Kaláskova přítelkyně
- Marta Kučírková
- Růžena Lysenková
- Jiřina Krejčíková
- Eva Svobodová
- František Hanus
- Oldřich Vlach
- Dana Syslová
- Ladislav Křiváček
- Jiří Bruder
- Miroslav Homola
- Zdeněk Ornest
- Věra Tichánková
- Pavla Maršálková
- Mirko Musil
- Martin Štěpánek
- Vítězslav Černý
- Ivo Niederle
- Jaroslav Cmíral
- Jan Cmíral